# Kronos Racing
Kronos Racing és una escuderia privada belga del Campionat Mundial de Ral·lis fundada l'any 1994 per Marc Van Dalen i Jean-Pierre Mondron.
Ha estat present en ral·lis i campionats de turismes (Procar) de Bèlgica des del 1994 fins al 2003, sempre amb el suport de Peugeot Belgique-Luxembourg. En aquests anys, l'escuderia bèlga aconseguí diversos títols del Campionat Procar de turismes, vàris Campionat de Bèlgica de Ral·lis, 2 victòries a les 24 hores de Spa-Francorchamps els anys 1999 i 2000, així com el títol del Campionat europeu de ral·lis de 2003 amb Bruno Thiry sobre un Peugeot 206 WRC.
A partir del 2004, Kronos Racing es vinculà a Citroën Sport i donà el salt al Campionat Mundial de Ral·lis, comptant l'any 2005 amb dos Citroën C2 semi-oficials pel Campionat Mundial de Ral·lis júnior pilotats per Kris Meeke i Daniel Sordo, el qual es proclamà campió del certamen.
La temporada 2006 l'equip oficial Citroën, el Citroën World Rally Team, es retirà temporalment del Campionat Mundial de Ral·lis, amb el que Kronos Racing esdevingué l'equip semi-oficial de la marca francesa, comptant amb el Xsara WRC i amb el campió mundial Sébastien Loeb, el qual fou secundat per Xevi Pons i Daniel Sordo. Loeb s'alçaria novament el 2006, aquest cop amb l'equip Kronos, campió mundial de ral·lis.
Pel 2007, amb el retorn de l'equip oficial Citroën, Kronos Racing recuperà el seu estat d'equip privat, associant-se alhora amb la petrolera OMV. Comptà amb 2 Citroën Xsara, els quals fòren pilotats un per Manfred Stohl i l'altre compartit entre Daniel Carlsson i François Duval, aconseguint com a millor resultat un podi.
La temporada 2008 Kronos deideix abandonar el Campionat Mundial de Ral·lis i prendre part de l'Intercontinental Rally Challenge amb dos Peugeot 207 pilotats per Nicolas Vouilloz i Freddy Loix, els quals finalitzaren 1r i 2n del campionat, en el que fou un gran any per l'equip belga.